# Porche des Antonins
Le poche des Antonins est une porte située sur le territoire de la commune de Laives dans le département français de Saône-et-Loire et la région Bourgogne-Franche-Comté.

## Historique
Il fait l'objet d'une inscription au titre des monuments historiques depuis le 8 mai 1928.